# Elevation (liturgi)
Elevation innebär bruket att vid nattvarden lyfta upp det invigda brödet och kalken med det invigda vinet för församlingen.
Elevationen förutsätter att brödet och vinet i någon mening förvandlats till Kristi kropp och blod och därför är föremål för tillbedjan. Inom de reformatoriska kyrkorna har därför elevationen avskaffats men har återkommit inom Svenska kyrkan under 1900-talet.